# Hésperis

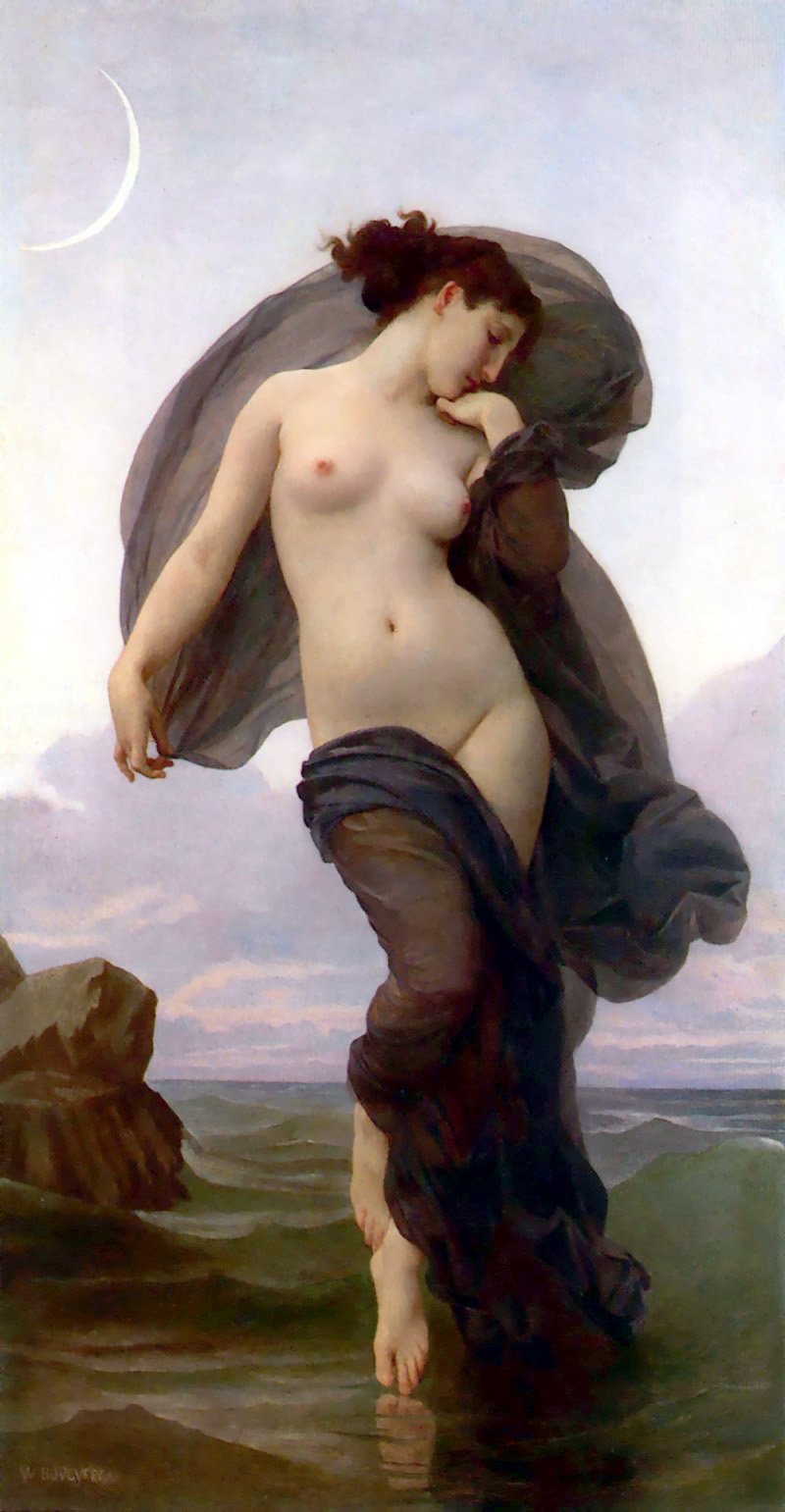
Hesperis
por William-Adolphe Bouguereau.

Hésperis, Hesperis o Hespéride (en griego Ἑσπερίς, Hesperís, esto es, «ocaso»), en la mitología griega, era una diosa menor citada en dos fuentes. Unos la incluyen entre las Horas y otros dicen que fue la madre de las Hespérides en su unión con Atlas.
Para Higino Hésperis es una de las Horas, hijas de Zeus y Temis. El autor cita una lista de diferentes nombres, diez en total, y dice que Hésperis es la segunda hermana más joven. Estas Horas eran diosas menores guardianas del tiempo del día, que iban desde justo antes del amanecer (Auge, la primera de las Horas) hasta justo después del anochecer (Disis, la última).
Diodoro nos ofrece otra versión. Dice que, con relación al país llamado Hesperítide (esto es, occidental), había dos hermanos, Héspero y Atlas, cuya fama se había esparcido extraordinariamente. Estos hermanos habían adquirido ovejas que se distinguían por su belleza; de color amarillo y apariencia dorada. Esta fue la razón por la que, al llamar los poetas μῆλα (mêla) a las ovejas, les dieron el nombre de «manzanas de oro». Héspero engendró una hija llamada Hespéride, que entregó en matrimonio a su hermano. A ella debe el país su nombre de Hesperítide. Atlas engendró con ella siete hijas, que por su padre recibieron el nombre de Atlántides y por su madre el de Hespérides.

## Representaciones
En la numismática de la península ibérica del siglo VIII, con inscripciones bilingües latín-árabe, en determinados dinares de oro y sólidos de oro en su reverso, llevan una estrella que probablemente se refiere a Hesperis, el lucero de Poniente, como se identificaba a Hispania desde la época clásica.